# NGC 212

NGC 212

NGC 212 أو إن جي سي 212 هي مجرة محدبة تبعد عن النظام الشمسي حوالي 369 مليون سنة ضوئية في كوكبة العنقاء. تم اكتشافها في 28 أكتوبر 1834 على يد جون هيرشل.

## وصلات خارجية
- NGC 212 على موقع ويكي سكاي: DSS2, SDSS, GALEX, IRAS, Hydrogen α, X-Ray, Astrophoto, Sky Map, Articles and images
- SEDS